# Aérodrome de Dogondoutchi
L'aérodrome de Dogondoutchi (code OACI : DRRC) est l'aéroport de Dogondoutchi au Niger. L'aérodrome est situé 8 km à l'est-nord-est du centre-ville. La piste de l'aérodrome est 1 000 x 40 m.

## Situation
| \| 100 km1:21 840 000 \|Arlit Diffa Niamey Dirkou Dogondoutchi Gaya Gouré Iférouane La Tapoa Maïné-Soroa Agadez Maradi Tahoua Tanout Tessaoua Tillabéri Zinder BA 101 BA 201 Madama |
| 100 km1:21 840 000 |